# Congress (Arizona)
Congress é uma Região censo-designada localizada no estado americano de Arizona, no Condado de Yavapai.

## Demografia
Segundo o censo americano de 2000, a sua população era de 1717 habitantes.

## Geografia
De acordo com o United States Census Bureau tem uma área de
97,6 km², dos quais 97,5 km² cobertos por terra e 0,1 km² cobertos por água. Congress localiza-se a aproximadamente 1474 m acima do nível do mar.

## Localidades na vizinhança
O diagrama seguinte representa as localidades num raio de 64 km ao redor de Congress.